# Sacelário
Sacelário (em grego: σακελλάριος; romaniz.: Sakellarios; em latim: sacellarius) é um oficial encarregado com funções administrativas e financeiras (sakellē ou sakellion, "bolsa, tesouro"). O título foi usado no Império Bizantino com diferentes funções e permanece em uso na Igreja Ortodoxa.
Este ofício surgiu no Império Bizantino no século VII, devido ao colapso da administração central de órgãos financeiros anteriores, como o conde das sagradas liberalidades e o conde da fortuna privada (comes rerum privatum). Devido a constantes déficits orçamentários das receitas dos departamentos fiscais (secreto ou logotésio), houve neste período uma intensa procura pelos sacélio (sakellion), os cofres privados do imperador. Isso aumentou a importância dos sacelários no século VII que, juntamente com um grupo de secretários (notários) controlaram a administração imperial até o século XII (última referência ao ofício nesta função em 1196), quando foram substituídos pelo grande logariasta em meio as reformas do imperador Aleixo I Comneno.